# Zubák (potok)
Zubák je potok na středním Pováží, protéká územím okresu Púchov. Je to levostranný přítok Lednice, má délku 15,3 km a je vodním tokem IV. řádu.

## Pramen
Pramení v Bílých Karpatech na východním svahu Končité (817,2 m n. m.), v blízkosti slovensko-české státní hranice, v nadmořské výšce přibližně 750 m n. m.

## Směr toku
Od pramene nejprve vytváří výrazný oblouk prohnutý na jih, pak pokračuje východním směrem, za obcí Zubák se stáčí a pokračuje severojižním směrem

## Geomorfologické celky
Bílé Karpaty, podcelek Kýčerská hornatina (pramenná oblast), pak odděluje tento podcelek na levém břehu od podcelku Kobylináč na pravém břehu, na dolním toku podcelek Vršatské bradlá.

## Přítoky
- Zprava krátký přítok z východního svahu Krivé Tuchyne (711,2 m n. m.), ze severozápadního svahu Hromádkové (761,9 m n. m.), přítok (517,1 m n. m.) z jihovýchodního svahu Češkovce (698,7 m n. m.), dva přítoky zpod kóty 741,3 m, zpod kóty 630,7 m, dva přítoky ze severních svahů Zrnové (854,4 m n. m.), dva přítoky zpod Krepčiačky (druhý ústí v 374,3 m n. m.), z východního svahu Zrnové, zpod Skalíkové (570,6 m n. m.);
- zleva tři přítoky zpod Bartošovce, dva přítoky z oblasti Nad Suchým potokom, z jižního svahu Barnova vrchu (720 m n. m.), ze západního svahu Kýčery (828,2 m n. m.), ze západního a jižního svahu Černákovce (628 m n. m.), tři přítoky zpod Hladkého vrchu (626,7 m n. m.), z osady Martišovci, čtyři přítoky zpod Dlhé lúky (581,1 m n. m.) a přítok ze západního svahu Keblia (545,4 m n. m.)

## Ústí
Vlévá se do potoka Lednice jižně od obce Horná Breznica v nadmořské výšce přibližně (309 m n. m.)

## Obce
- osada Majere,
- Zubák,
- Horná Breznica